# NGC 7134
NGC 7134 bezeichnet im NGC-Katalog vier scheinbar dicht beieinander liegende Sterne im Sternbild Capricornus. Der Katalogeintrag geht auf eine Beobachtung des Astronomen Christian Peters im Jahre 1860 zurück.